# 炒面

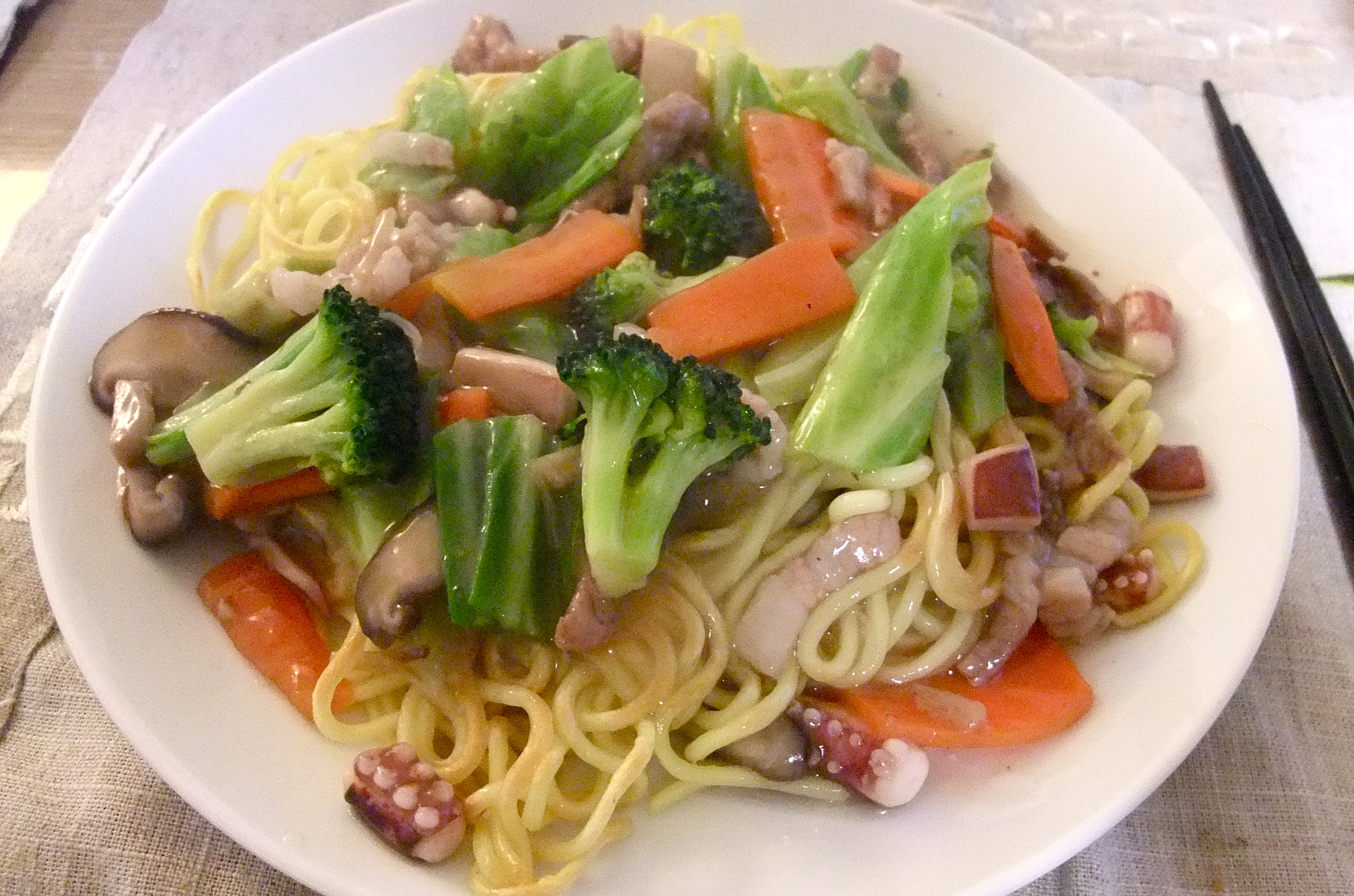
什錦炒面

炒麵，是指將麵條快炒出來的麵類料理，口味以酱油為主，有时会加些火腿，主要分为上海炒麵、廣東炒麵和日式炒麵。

## 美式炒面
炒麵在清朝末期传入美国，美式英语有一个词汇“Chow mein”，即为炒面，出自台山话发音chāu-mèing，但ng在英语中演变成n。欧美国家中餐馆的「炒麵」比日本炒面粗，配菜也粗大，油少汤多，也是用碟子装。
另有一道類似的食品「撈麵」（英語：Lo Mein）。值得一提的是此道食物在香港是用湯焯熟廣東蛋麵，不是炒麵。撈麵是一种经济实惠的小吃，一些不重视午餐的美国人常常光顾作为中午的工作餐或是晚餐。

## 種類

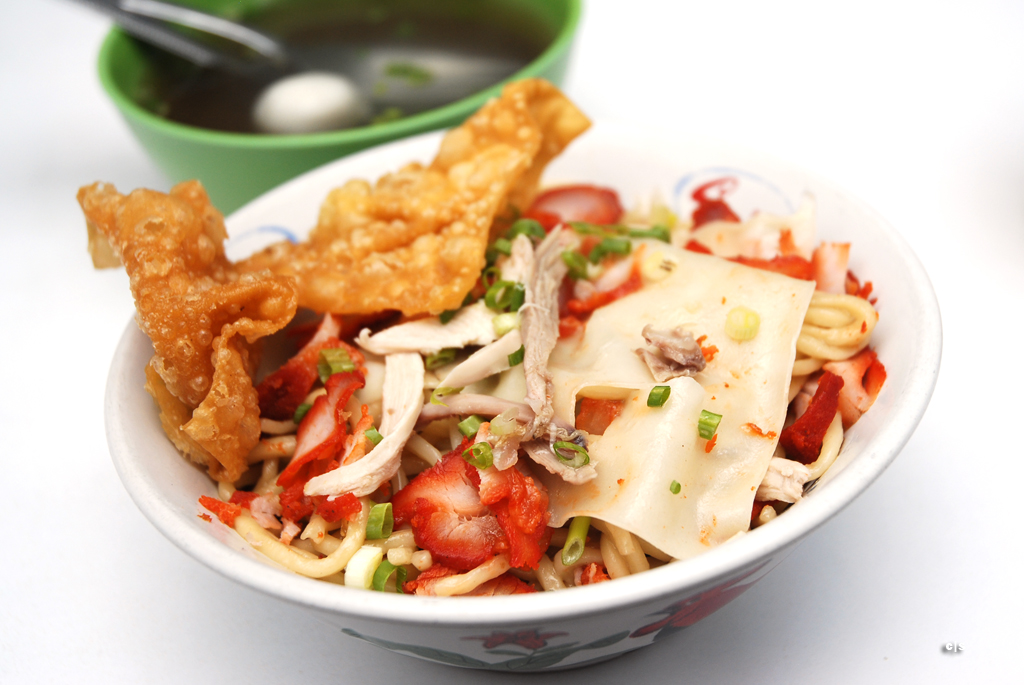
印尼炒面

- 豉油皇炒麵：香港的特色菜，是长江以南部分地区加少许黄酒调制，具有香气四溢之感。
- 丁丁炒麵：新疆的特色主食，面条短而较粗，口感坚韧搭配蔬菜炒制。
- 二截子炒麵 ：新疆的特色主食，面条长度适中，搭配肉与蔬菜等。
- 干煸炒麵：新疆的特色主食，面条经过与韭菜、肉、辣椒等爆炒制成。
- 什錦炒面
- 肉絲炒麵
- 海鮮炒麵
- 廣東炒麵（英语：Chow mein）
- 時菜肉片炒麵
- 上海撈麵
- 福建炒麵
- 日式炒麵
- 韓式炒麵